# Lepetodriloidea
Lepetodriloidea là một liên họ ốc biển lớn, là động vật thân mềm chân bụng sống ở biển trong nhánh Vetigastropoda.

## Các họ
Các họ trong liên họ Lepetodriloidea gồm:
- Họ Lepetodrilidae McLean, 1988
- Họ Clypeosectidae McLean, 1989
- Họ Sutilizonidae McLean, 1989